# Sveriges Tidskrifter
Sveriges Tidskrifter är en branschorganisation bildad 1997 för utgivare av tidskrifter i Sverige. Den omfattade år 2025 cirka 383 titlar.
Föreningen tillhandahåller marknadsföring, konsulthjälp och utbildning till sina medlemmar samt förhandlar om upphovsrätt och liknande frågor. Föreningen delar även årligen ut Tidskriftspriset.
Sveriges tidksrifter är medlem i intresseorganisationen Utgivarna och initiativtagare tillsammans med Tidningsutgivarna till den kollektiva rättighetsförvaltningsorganisationen SPCMO.
Sveriges tidskrifters vd är Kerstin Neld. Sedan 2023 är ordföranden James Savage.